# Pettiboneia australiensis
Pettiboneia australiensis är en ringmaskart som beskrevs av Westheide och Von Nordheim 1985. Pettiboneia australiensis ingår i släktet Pettiboneia och familjen Dorvilleidae. Inga underarter finns listade i Catalogue of Life.